# Dead or Alive (film fra 1921)
Dead or Alive er en amerikansk stumfilm fra 1921 af Dell Henderson.

## Medvirkende
- Jack Hoxie som Jack Stokes
- Joseph W. Girard som Lamar
- Marin Sais
- C. Ray Florhe som Nate Stratton
- Wilbur McGaugh som Tom Stone
- Evelyn Nelson som Beulah Stone